# Freyburg (Allemagne)

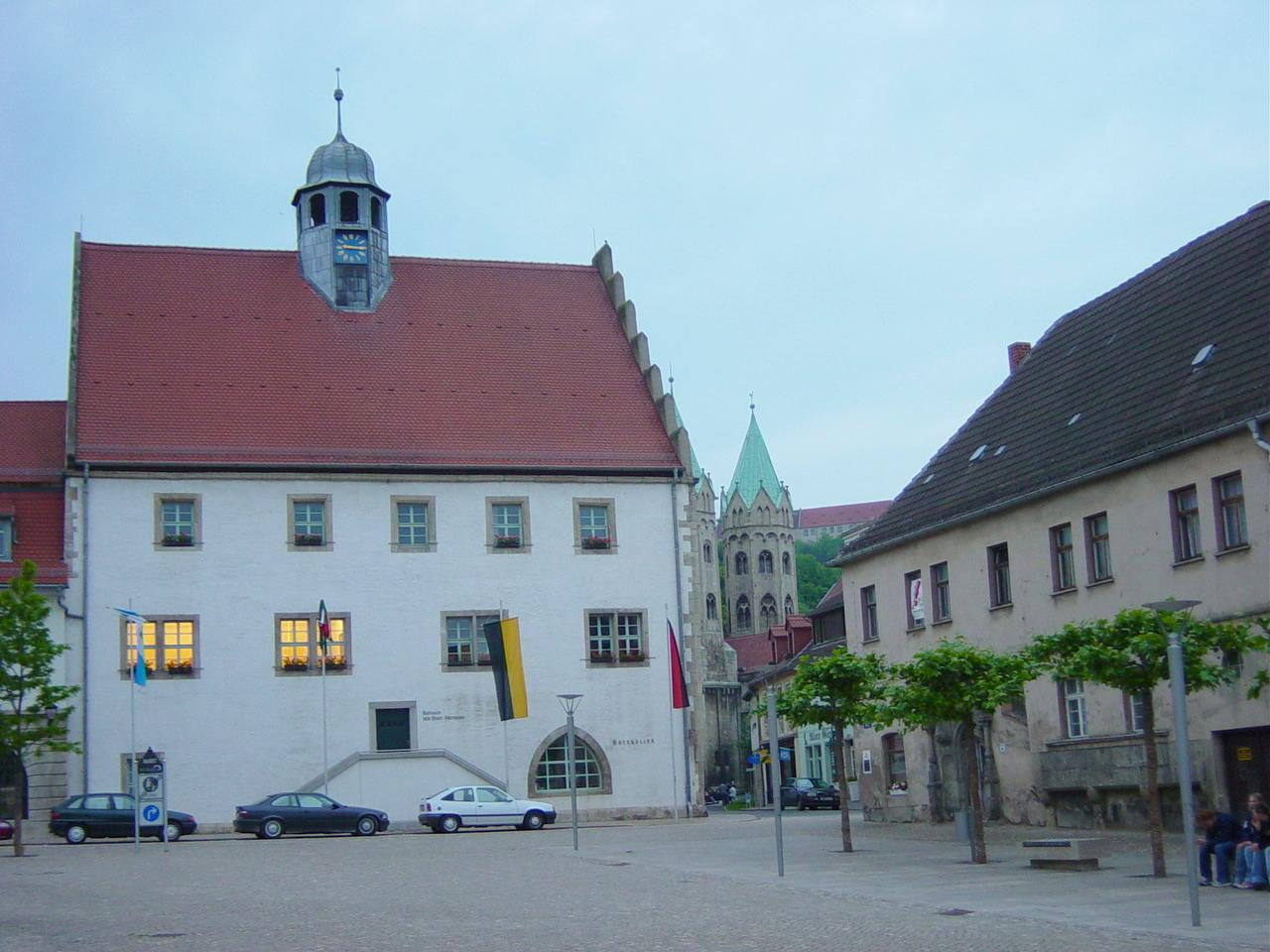
Hôtel de ville

Fribourg-sur-Unstrut ou Freyburg est une ville de l'arrondissement du Burgenland dans le land de Saxe-Anhalt, en Allemagne. Elle est située sur la rivière Unstrut, au nord-ouest de Naumburg. Elle fait partie de la Verwaltungsgemeinschaft ("municipalité collective) d'Unstruttal.
S'y tient une fête du vin appelée Winzerfest chaque année en septembre.